# Avenue du Général-Balfourier
L'avenue du Général-Balfourier est une voie privée du 16e arrondissement de Paris, en France.

## Situation et accès
L'avenue du Général-Balfourier est une voie privée située dans le 16e arrondissement de Paris. Elle débute au 40, rue Erlanger et se termine au 104, boulevard Exelmans.

## Origine du nom

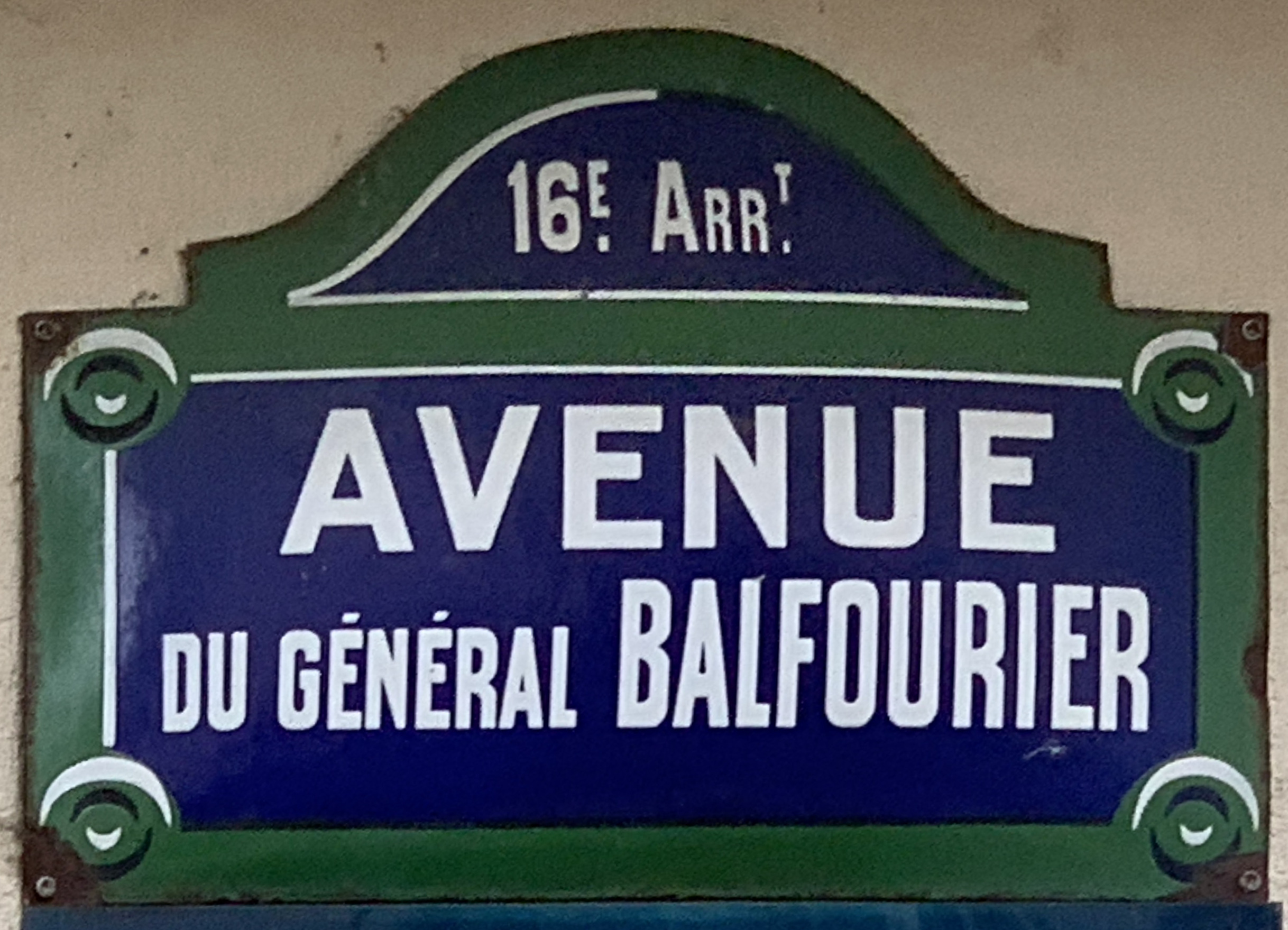
Plaque de l'avenue.

Elle porte le nom du général Maurice Balfourier (1852-1933).

## Historique

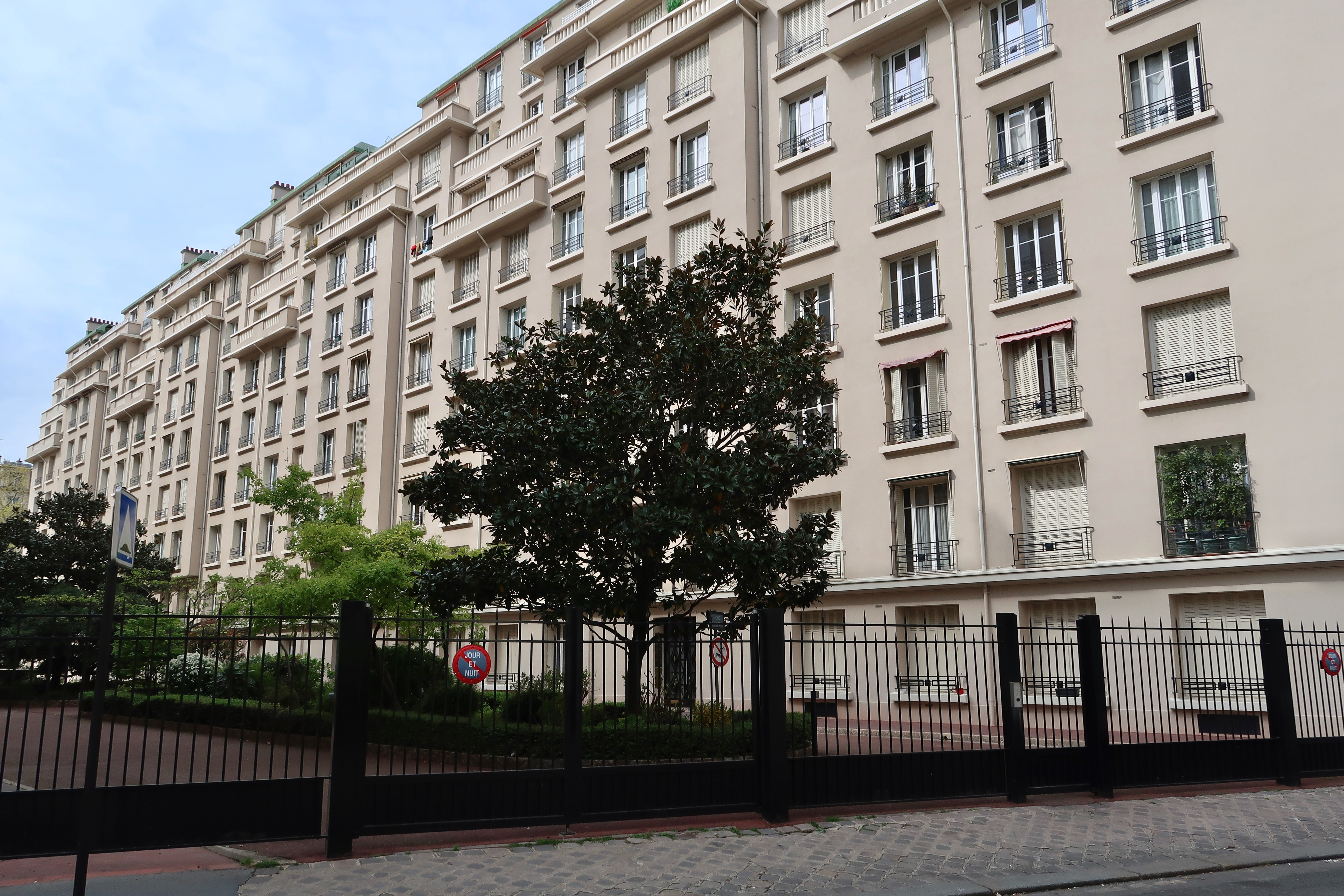

Autorisée par un arrêté du 1er décembre 1933, la voie est créée et prend sa dénomination actuelle en 1934 dans un lotissement de la société Molitor-Erlanger.